# 遠山大輔
遠山 大輔（とおやま だいすけ、1979年5月10日 - ）は、日本のお笑いタレント。お笑いトリオ・グランジのメンバー。北海道札幌市豊平区平岸出身、北海道札幌平岸高等学校（現在の市立札幌平岸高等学校）卒業。ボケ・リーダー担当、立ち位置は中央。

## 人物
- 通称は「T山D輔」「D」「TD」「Dちゃん」。

- 家族構成は祖母、父・母・2歳年下の弟。実父は釧路市出身[1]。
- 板橋の一軒家で祖母との2人暮らしを経て、2013年頃より1人暮らし。
- 本人曰く「難しいこととかもあまり考えられないタイプで、思ったことをそのまま言っちゃう人」「でも自分でアツい人間だとは思います」[2]。
- 音楽に造詣が深く、音楽関連番組のMCを数多く務めている。
  - iPodに1万8000曲以上所持している[3]。
  - ギター演奏が得意で、自身の出演番組でも披露したことがある[4]。
  - 幼い頃から両親の影響もあってジェームス・ブラウン、マイケル・ジャクソンなどソウルミュージックやファンク、ディスコミュージックを好む[注 2]。
  - チバユウスケ、奥田民生、カールスモーキー石井を「神様」と敬っている[5]。
    - 3名とも、自身がパーソナリティのラジオ番組で共演した[6][7][8][9][10][11][12][13]。
    - ユニコーンとは、『イーガジャケジョロ』発売時に特設サイトにてオフィシャルラジオインタビューを行った。

  - Perfumeのファンとしても知られる。『関ジャム 完全燃SHOW』（テレビ朝日）のPerfume特集回、『Perfume FES!! 2015 〜三人祭〜』「Perfumeスペシャルプログラム〜collaboration〜」などPerfume関連の番組、ライブ等で進行役を務めることが多い。
  - 乃木坂46[14]・櫻坂46・日向坂46のファンであることを公言。

## 来歴
- 高校3年時に千原兄弟のライブを観て、お笑いをやろうと決めた。その時ライブで貰ったフライヤーを読みNSCを知る。高校卒業後約1年間、すすきのの居酒屋でアルバイトに励み、上京資金を貯めてNSC東京校へ5期生として入学。
- おしみんまる（元犬の心）、伊藤智博（LLR）とアイドルユニット『DOI（ドゥーイ）』を組んでいた。
- 2010年 - 2020年、SCHOOL OF LOCK!（TOKYO FM／JFN系列）で「とーやま校長」としてメインパーソナリティを務めた。
- 2014年 - 2016年、全日本シーエム放送連盟主催のACC CM FESTIVALラジオCM部門審査員を務めた。
- 2016年よりラジオCM制作を開始。ACC CM FESTIVALでCMプランナーの澤本嘉光と知り合ったのがきっかけ。
- 2019年7月より、単独MCのレギュラー音楽番組が開始。

## 受賞歴
- ラジオCM
  - トヨタpresents PASSO-1 グランプリ
    - 20秒部門 優勝（「あなたにしか聴こえてません」篇）※1年間、全国のラジオ局での放送が約束された。
    - 60秒部門 佳作（「後から乗っかる奴」篇）

## 出演

### 現在

#### テレビ
- 70号室の住人（2025年4月23日 - 、TOKYO MX、水曜日 21:25 - 21:54） - MC

#### ラジオ
- 渋谷親父ロック部（2019年5月12日 - 、渋谷のラジオ、毎月第2・第5日曜 19:05 - 20:55） - 部長代理
- シン・ラジオ -ヒューマニスタは、かく語りき-（2022年4月4日 - 、bayfm、毎週月曜 16:00 - 19:00） - 月曜ヒューマニスタ
- JA全農 COUNTDOWN JAPAN（2025年4月5日 - 、TOKYO FM） - MC[15]

### 過去

#### テレビ
- お出かけKawaiian LIVE（Kawaiian TV、不定期放送） - MC
- ブチまけろ! 炎の魂 -長渕炎陣-（BSフジ、2015年1月18日 - 3月28日、日曜24:00〜24:30） - 進行役（副炎長）
- あらびき団（TBS）
- アオタガイ学園（札幌テレビ放送、2015年10月2日 - 2016年3月25日） - MC
- 関ジャム 完全燃SHOW（テレビ朝日、2017年3月5日、4月2日、8月20日）
- アメトーーク 蒙古タンメン中本芸人（テレビ朝日、2022年5月26日）
- 69号室の住人（TOKYO MX、土曜 21:00〜21:30、2019年7月15日 - 2024年03月26日[注 3]） - MC

#### ラジオ
- ヤバイ音楽研究所（2017年1月6日 - 2018年3月30日、TOKYO FM）- 助手 [16]
- MINTIA Refresh Music（2020年10月3日 - 2021年3月27日、TOKYO FM、毎週土曜 11:30 - 11:55）
- SCHOOL OF LOCK!（2010年4月5日 - 2020年3月31日、TOKYO FM／JFN系列、月曜 - 木曜22:00〜23:55）[注 4]
  - SCHOOL OF LOCK! FRIDAY（TOKYO FM／JFN系列、金曜22:00〜22:55）
  - SCHOOL OF LOCK! SATURDAY 長渕LOCKS! 'ROAD TO FUJI'（2014年10月4日 - 2015年3月21日、TOKYO FM／JFN系列、土曜22:00〜22:30）
  - SCHOOL OF LOCK! SUNDAY 長渕LOCKS! 'ROAD TO FUJI'（2015年4月5日 - 6月28日、TOKYO FM／JFN系列、日曜23:30〜23:55）
  - SCHOOL OF LOCK! SATURDAY 未確認LOCKS!（2015年4月11日 - 9月26日、TOKYO FM／JFN系列、土曜22:00〜22:30）
  - SCHOOL OF LOCK! 18's PROJECT!（2016年7月1日 - 9月30日、TOKYO FM／JFN系列、金曜23:30〜23:55）
- SCHOOL OF LOCK! 教育委員会（2021年4月2日 - 2023年9月29日、TOKYO FM／JFN系列、毎週金曜 23:00 - 23:55）[注 5]
- 矢沢永吉ソロ50周年記念 TOKYO FM×ニッポン放送 スペシャルコラボ番組『矢沢永吉 I'm Happy』（2025年5月6日、TOKYO FM・ニッポン放送〈2局同時放送〉） - 垣花正と共にアシスタント[17]

#### ウェブ配信
- きょうの時間割（2020年4月10日 - 5月29日、進研ゼミ） - 学長[18][注 4]
- SOL×2.5D presents 未確認LOCKS!（2016年4月25日 - 2016年8月22日、LINE LIVE、月曜24:00 - 25:00頃）[注 4]
- SCHOOL OF LOCK! キズナ感謝祭 supported by 親子のワイモバ学割（2020年3月22日、LINE LIVE、YouTube LIVE）[注 4]

#### 映画
- 管制塔（2011年）
- 鷹の爪GO 〜美しきエリエール消臭プラス〜（2013年）
- 日々ロック（2014年）
- 一度死んでみた（2020年）[注 4]

#### ライブ
- グランジ遠山が1人で喋る（2013年4月28日、浅草花月）
- グランジ遠山のロックバー -札幌編-（2013年8月18日、札幌スクールオブミュージック）
- BIG3 - 房野史典（ブロードキャスト!!）、竹内健人（怪獣）とのトークライブ。神保町花月で不定期開催。
- 櫻坂46『SAKURAZAKA46 Live，AEON CARD with YOU!Vol.4』（2025年3月19日、幕張イベントホール） - MC。金田哲（はんにゃ.）と共演

#### 舞台
- Oi-SCALE本公演『AtoP』（2009年4月2日 - 5日シアタートラム） -「山谷」役
- 『GONIN』（2010年6月2日、4日 - 6日）くまだまさし主演
- 『芸人の詩〜いろはにポエと〜』（2013年10月28日・29日）※遠山、五明
- 『マンボウやしろの告別トークショー【ラジオに消されたもの】』（2016年4月3日恵比寿・エコー劇場）

#### 連載
- 「グランジ遠山のあからん」（ケータイよしもと）
- 「グランジ遠山大輔の俺の推しロックバンド!!」（『CHOKi CHOKi CHOKi CHOKi GiRLS』（内外出版社、2015年1月号 -12月号））
- 「番外地」（読売中高生新聞、5週目担当）

## 制作

### ラジオCM
- 森ビル『東京を作る』篇、『工場見学』篇
- 東京ガス「家族の絆」、「がんばるひとに、いいエネルギーを」シリーズ（作成、出演）※遠山、五明
- トヨタ自動車 パッソ「あなたにしか聴こえてません」篇、「後から乗っかる奴」篇（制作・出演）